# Andrés Stanovnik
Dom Andrés Stanovnik, O.F.M.Cap. (Buenos Aires, 15 de dezembro de 1949 - ) é o arcebispo católico de Corrientes, Argentina. Anteriormente a setembro de 2007 foi bispo de Reconquista (Argentina). A diocese de Corrientes possui população total de 946.936 habitantes dos quais 880.649 se declaram católicos, possui 96 sacerdotes 87 religiosos e 21 diáconos permanentes.